# Gautinger Straße 26 (Neuried bei München)

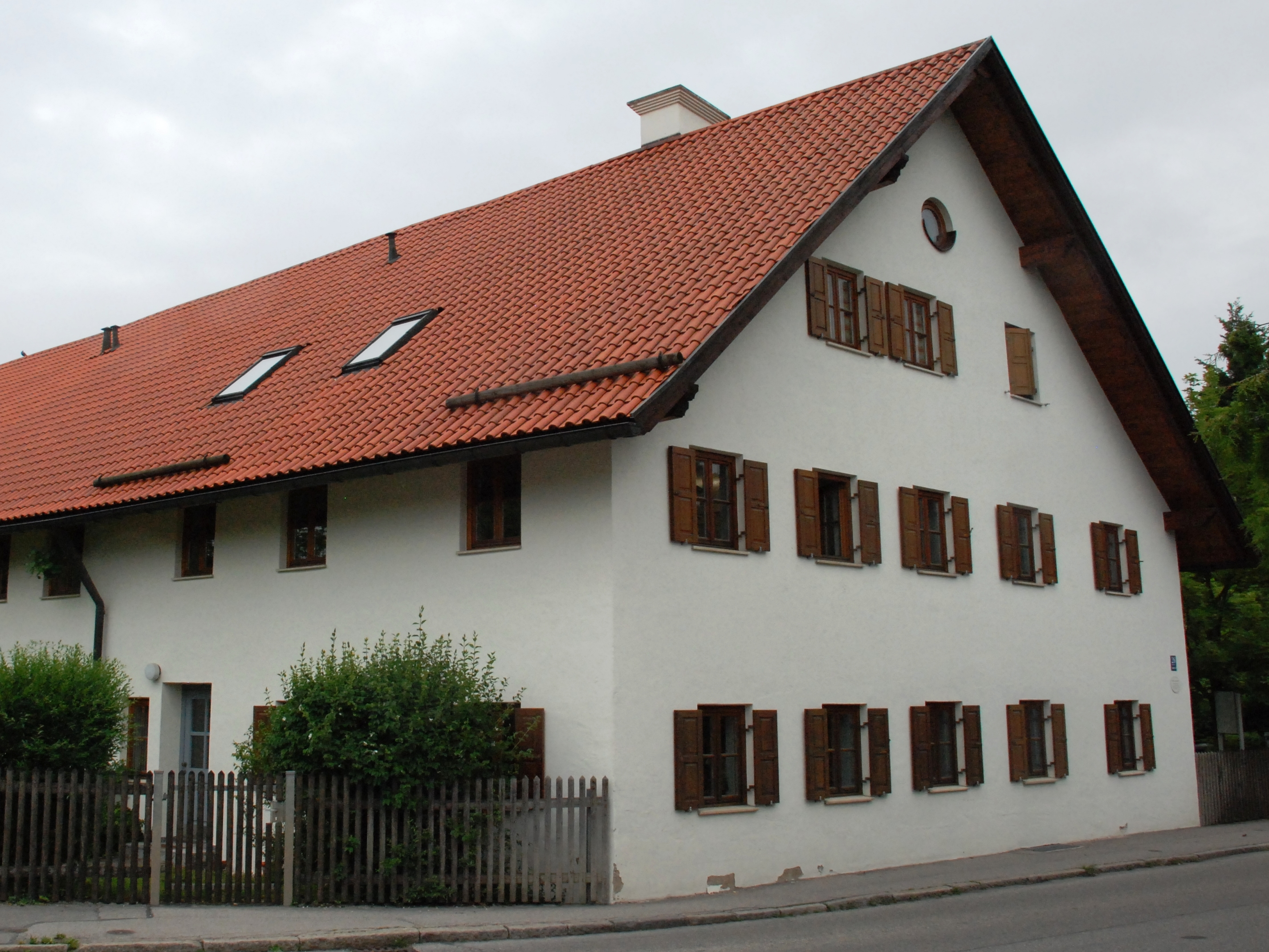
Gautinger Straße 26 in Neuried

Das Haus in der Gautinger Straße 26 in der oberbayerischen Gemeinde Neuried im Landkreis München ist ein ehemaliger Bauernhof. Das Bauwerk ist als Baudenkmal in die Bayerische Denkmalliste eingetragen.

## Geschichte
1580 ist an dieser Stelle erstmals ein „Bierhaus“ urkundlich erwähnt, das 1632 abbrannte. Um 1643 wurde an seiner Stelle ein Nachfolgebau errichtet. Eine Inschrift am Dachstuhl bezeugt einen Umbau des Wirtschaftsteils 1696. In dem Bau befand sich eine Tafernwirtschaft, die 1882 geschlossen wurde. Von ihr leitet sich auch der Hausname „Wirtsbauer“ ab. Das heutige Äußere ist durch Umbauten in der ersten Hälfte des 19. Jahrhunderts bestimmt.

## Beschreibung
Das als Einfirsthof errichtete Gebäude hat eine Grundfläche von etwa 27 × 13 Metern und ist in etwa in West-Ost-Richtung ausgerichtet. Der zweigeschossige Bau trägt ein Satteldach. Der ehemalige Wirtschaftsteil wird gewerblich genutzt.